# Chiquinha Gonzaga
Francisca Edwiges Neves Gonzaga, nghệ danh là Chiquinha Gonzaga (sinh 17 tháng 10 năm 1847, Rio de Janeiro - mất 28 tháng 2 năm 1935, Rio de Janeiro) là một nhà soạn nhạc người Brazil, nghệ sĩ dương cầm và người phụ nữ đầu tiên chỉ huy dàn nhạc (còn gọi là nhạc trưởng) ở Brazil.
Chiquinha Gonzaga là nghệ sĩ piano đầu tiên của trường phái âm nhạc "choro" và là tác giả của cuộc hội hè tháng 3 đầu tiên, "Ó Abre Alas" (1899). Các vở kịch và vở opera của bà, như vở Forrobodó và Jurití mang lại thành công to lớn đối với công chúng bởi vì họ sử dụng các yếu tố văn hóa phổ biến của Brazil trong thời kỳ này.
Tại Passeio Público Rio de Janeiro, có một tượng bán thân danh dự khắc hình ảnh của bà, được tạo tác bởi nhà điêu khắc Honorius Peçanha. Vào tháng 5 năm 2012, Luật 12624 được ban hành, quyết định thành lập Ngày Quốc khánh Âm nhạc Phổ biến Brazil, được tổ chức vào ngày sinh nhật của bà.
Do nguồn gốc xuất thân của mẹ và nhiều bất công trong đời, Chiquinha là một công dân rất năng động và tham gia vào tất cả các loại phong trào xã hội diễn ra trong thế hệ của bà ở Brazil, chẳng hạn như bãi bỏ chế độ nô lệ, với Luật Áurea năm 1888 và công bố của nước Cộng hòa vào năm 1889. Nhiều lần, bà có một vị trí dẫn đầu cho phong trào đòi quyền bầu cử cho phụ nữ.